# Eva Markvoort
Eva Markvoort (ur. 31 marca 1984 w New Westminster; zm. 27 marca 2010 w Vancouver) – kanadyjska blogerka, bohaterka filmu dokumentalnego 65 czerwonych róż, opowiadającego o jej walce z mukowiscydozą.

## Życiorys
Nick internetowy Evy pochodził od frazy "65 roses", będącej malapropizmem anglojęzycznej nazwy mukowiscydozy "cystic fibrosis", do której dodała "red", ponieważ czerwony był jej ulubionym kolorem
U Evy zdiagnozowano mukowiscydozę we wczesnym dzieciństwie. W 2007 r. przeszła udaną operację przeszczepu płuc, jednak w 2009 r. jej stan zaczął się znów pogarszać. 11 lutego 2010 r. opublikowała w internecie pożegnalne wideo, informując, iż ma prawdopodobnie tylko kilka dni życia. Zostało ono obejrzane przez 150 000 osób w mniej niż 24 godziny. Krótko przed śmiercią otrzymała dyplom ukończenia teatrologii na University of Victoria, a także została odznaczona Queen Elizabeth II Golden Jubilee Medal. Markvoort zmarła 27 marca 2010 w Vancouver General Hospital, czekając na drugi przeszczep płuc.